# Elias Wolf mlajši
Elias Wolf (tudi Wolff), slovenski slikar, * okoli 1595 v Ljubljani, † 22. maj 1653, Ljubljana.
Elias Wolf, sin slikarja Eliasa Wolfa, je bil slikar ter ljubljanski in od 1644  zagrebški meščan. Leta 1632 je bil sprejet v bratovščino Brezmadežnega spočetja. Med skromnimi biografskimi podatki je izpričano, da je bil 1640, 1642 in 1648–1649 šentpetrski cerkvi v Ljubljani dolžan najemnino za eno njivo, da je 1641–1653 stanoval v Ključavničarski ul. 4 (danes Cankarjevo nabrežje 13) in da je 1644 sodeloval pri določanju meja mesta Ljublane  Leta 1632 in 1645 je za ljubljansko mestno hišo naslikal 3 velike portrete in sliko mesta, ki se ni ohranila, a bi bila ena najstarejših podob Ljubljane. Glede na podobno delo v Ljubljani in Zgagrebu bi sklepali, da je Wolf sam (ali z očetom?) prenavljal oltar Marije Magdalene v ljubljanski stolnici, in da je 18. marca 1633 sam ali skupaj z očetom prevzel poslikavo in pozlatitev nekdanjega velikega oltarja v cerkvi sv. Katarine v Zagrebu. To in pa njegovo zagrebško meščanstvo pričata o daljšem bivanju, delu in ugledu v tem mestu. Je eden prvih slovenskih umetnikov, ki so jih zaradi večjih naročil klicali ustvarjat na Hrvaško.